# Leucon (Crymoleucon) norrevangi
Leucon (Crymoleucon) norrevangi is een zeekommasoort uit de familie van de Leuconidae. De wetenschappelijke naam van de soort is voor het eerst geldig gepubliceerd in 1999 door Watling & Gerken.